# 悪魔相応
悪魔相応（あくまそうおう、巴: Māra-saṃyutta, マーラ・サンユッタ）とは、パーリ仏典経蔵相応部に収録されている第4相応。
釈迦とマーラ（悪魔; Māra）との戦い（降魔）について記載されている。

## 構成
3品25経から成る。
各々短い対話によって構成される経（sutta）を、10経集めて1品（vagga）としている。（最後の品だけ5経。）
1. Paṭhama-vagga
2. Dutiya-vagga
3. Tatiya-vagga

## 日本語訳
- 『南伝大蔵経・経蔵・相応部経典1』（第12巻） 大蔵出版
- 『パーリ仏典 相応部(サンユッタニカーヤ) 有偈篇II』 片山一良訳 大蔵出版
- 『原始仏典II 相応部経典1』 中村元監修 春秋社
- 『ブッダ悪魔との対話――サンユッタ・ニカーヤ2 』中村元訳 岩波文庫